# Neuroesteroide

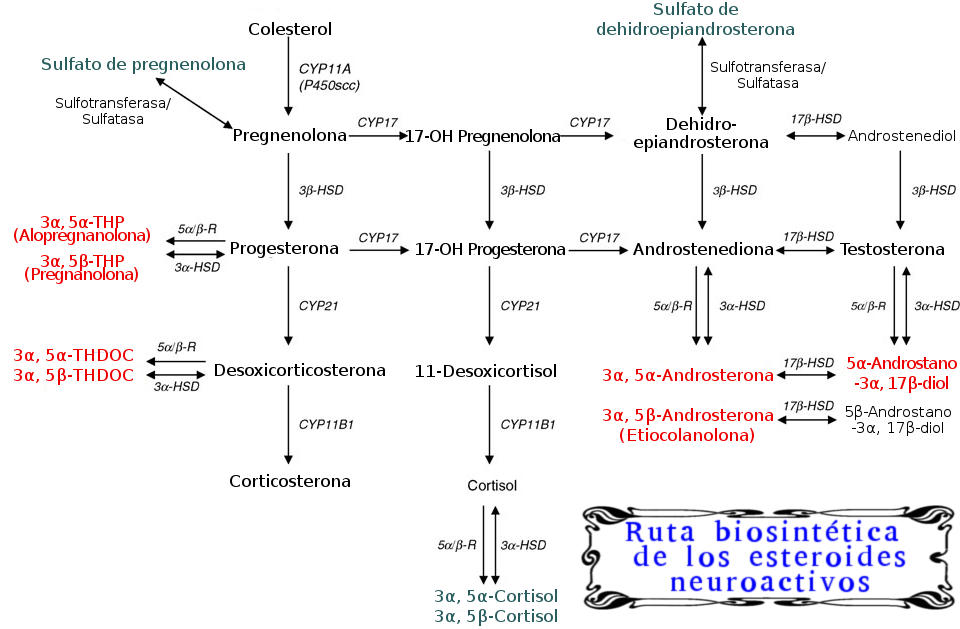
Los esteroides neuroactivos con actividad inhibidora en las neuronas se muestran en rojo, mientras que los esteroides con actividad excitadora en las neuronas se muestran en verde.

Los neuroesteroides, también conocidos como esteroides neuroactivos, son una clase de neuromoduladores endógenos que influyen en los procesos cerebrales de maneras fundamentales que afectan el estado de ánimo, el comportamiento y todos los sistemas de órganos controlados por la función cerebral.
El trabajo pionero de Baulieu y colaboradores a principios de la década de 1980 demostró la persistencia de cantidades sustanciales de pregnenolona, progesterona, dehidroepiandrosterona (DHEA) y su formación. Los niveles de esteroides neuroactivos están modulados por el estrés, el ciclo ovárico, el embarazo y numerosos agentes farmacológicos.

## Importancia biomédica
Se conocen los sitios de las acciones de esteroides neuroactivos, las consecuencias sistémicas y moleculares de estas acciones y la posible relevancia terapéutica de sus efectos para la enfermedad neuropsiquiátrica, lo cual puede ser aprovechado. Estos esteroides son compuestos endógenos o sintéticos que pueden cruzar la barrera hematoencefálica y alterar rápidamente la excitabilidad neuronal a través de receptores de membrana. Los esteroides neuroactivos tienen sitios de unión específicos sobre receptores del ácido γ-aminobutírico de tipo A (GABAA), los receptores que influyen directamente tanto en la transmisión sináptica y extrasináptica e indirectamente alteran muchos procesos fisiológicos incluyendo la función del eje hipotalámico-hipofisario-adrenal (HHA), inflamación, y formación de mielina.
El trabajo pionero de Baulieu y colaboradores a principios de la década de 1980 demostró la persistencia de cantidades sustanciales de pregnenolona, progesterona, dehidroepiandrosterona (DHEA) y sus metabolitos de sulfato en el cerebro de animales adrenalectomizados y/o gonadectomizados. Esto sugiere que el cerebro es capaz de la síntesis local de estos esteroides que, por lo tanto, se denominaron neuroesteroides.
Estudios posteriores han demostrado que las neuronas y las células gliales en el cerebro tienen la capacidad de sintetizar localmente neurosteroides de novo a partir del colesterol.
La ruta biosintética para los esteroides neuroactivos se muestra en la figura. Los esteroides neuroactivos con actividad inhibidora en las neuronas se muestran en rojo, mientras que los esteroides con actividad excitadora en las neuronas se muestran en verde.
La acción clásica de las hormonas esteroides es regular la actividad transcripcional y la biosíntesis de proteínas en minutos u horas a través de la interacción con los receptores de esteroides nucleares. Sin embargo, los esteroides neuroactivos tienen la capacidad de alterar rápidamente (de milisegundos a segundos)  la excitabilidad neuronal al unirse a receptores de membrana como canales iónicos o receptores en la membrana plasmática. Los esteroides neuroactivos pueden incluir cualquier esteroide que actúe sobre los receptores de membrana en el cerebro para alterar las propiedades fisiológicas de las neuronas. Estos esteroides incluyen glucocorticoides, estrógenos, progesterona, DHEA, así como los metabolitos reducidos en posiciones 3α, 5α de la progesterona y desoxicorticosterona.

## Esteroides neuroactivos gabaérgicos
Los metabolitos reducidos 3α, 5α y 3α, 5β de la progesterona, desoxicorticosterona, DHEA y testosterona potencian la transmisión gabaérgica y producen efectos inhibidores neuroconductuales. Los más estudiados son el metabolito de progesterona (3a, 5a) -3-hidroxipregnano-20-ona (3α, 5α-THP o alopregnanolona) y el metabolito desoxicorticosterona (3α, 5α)-3,21-dihidroxipregnano-20-ona (3α, 5α-THDOC o alotetrahidrodesoxicorticosterona).
La administración sistémica de esteroides neuroactivos gabaérgicos ejerce una variedad de actividades farmacológicas. En la década de 1940, Hans Selye informó las acciones sedantes, anestésicas y anticonvulsivas de la progesterona. Sin embargo, a mediados de la década de 1980 se descubrió que estas propiedades se deben a sus metabolitos gabaérgicos.
Las concentraciones de esteroides neuroactivos varían a lo largo del ciclo ovárico tanto en roedores como en hembras de la especie humana. Los niveles de 3α, 5α-THP (alopregnanolona) aumentan en el cerebro y el plasma de los roedores durante el estro. Del mismo modo, se informó un aumento de los niveles circulantes de 3α, 5α-THP durante la fase luteal del ciclo menstrual en las mujeres, y el tratamiento con anticonceptivos orales evita este aumento.
Las concentraciones de esteroides neuroactivos también son dramáticamente elevadas durante el embarazo tanto en ratas como en mujeres. Los estudios con ratas han demostrado que los niveles de progesterona y 3α, 5α-THP disminuyen inmediatamente antes del parto y vuelven a los niveles de control 2 días después del parto. Estos cambios abruptos en las concentraciones de esteroides pueden contribuir a los síntomas depresivos posparto.
Numerosos fármacos psicoactivos inducen un aumento en las concentraciones cerebrales y plasmáticas de esteroides neuroactivos gabaérgicos y sus precursores en ratas. Por ejemplo, la administración sistémica de etanol aumenta las concentraciones cerebrales y plasmáticas de 3α, 5α-THP y contribuye a las acciones del etanol en ratas.
Del mismo modo, la administración aguda de drogas psicotrópicas como cafeína o nicotina induce un aumento dependiente de la dosis y del tiempo en las concentraciones de 3α, 5α-THP en el cerebro y el plasma y sus precursores pregnenolona y progesterona en ratas. Todos estos efectos están mediados por la activación del eje HHA, ya que el etanol, la cafeína y la nicotina no alteran los esteroides neuroactivos en las ratas adrenalectomizadas.

## Potencial terapéutico de los esteroides neuroactivos
Se puede deducir un potencial terapéutico de los esteroides neuroactivos gabaérgicos y sus precursores para los trastornos del comportamiento que implican ansiedad, desregulación del eje HHA, deterioro cognitivo e inflamación cerebral. Muchos trastornos neuropsiquiátricos exhiben estos atributos como componentes de diferentes síndromes que pueden contribuir a la gravedad de la enfermedad o a la recuperación según los protocolos de tratamiento estándar. Por lo tanto, los esteroides neuroactivos se pueden considerar como terapia primaria o complementaria que respalda la función cerebral normal y la cognición, la normalización de la función del eje HHA y la reducción de los procesos inflamatorios que contribuyen a la disfunción neuronal y la muerte celular.
Dado que la inflamación cerebral está implicada en trastornos depresivos, alcoholismo, lesiones cerebrales, lesiones cerebrales traumáticas y posiblemente trastornos cognitivos como la esquizofrenia y la enfermedad de Alzheimer, el uso de esteroides o precursores neuroactivos puede mejorar este componente de la patología y apoyar la recuperación o el tratamiento de la enfermedad.

## Estado actual de investigación
Pocos compuestos esteroides neuroactivos están en desarrollo para enfermedades neurológicas o psiquiátricas, a pesar de los datos que existen en la literatura médica. Actualmente no se han aprobado esteroides neuroactivos gabaérgicos para uso clínico en ninguna enfermedad, por lo tanto, los compuestos no están disponibles para pruebas clínicas. La precursora pregnenolona está disponible comercialmente como un suplemento nutricional y, por lo tanto, existe poco impulso para los ensayos clínicos patrocinados por la industria farmacéutica. Los esteroides neuroactivos gabaérgicos también podrían tener un potencial de abuso o dependencia, y este factor aumenta el riesgo de efectos adversos, un impedimento para la inversión en el desarrollo de nuevos compuestos.